# EyeOS
eyeOS — вебдесктоп з відкритим кодом що будується на концепції хмарних обчислень що дозволяєють співпрацю та зв'язок між користувачами. Більша частина проекту написана на PHP, XML, та JavaScript. Працює як платформа для вебзастосунків написаних з використанням eyeOS Toolkit. Включає в себе середовище робочого стола з 67 застосунками та системними утилітами. Доступна для портативних пристроїв через мобільний фронт-енд.

## Історія
Першою публічно доступною версією eyeOs була 0.6.0 випущена першого серпня 2005 року в Улеза-да-Монсаррат, Барселона (Іспанія). На той час вона активно посприяла в утворенні поняття веб ОС слугуючи концептом.
Через два роки (4 червня 2007) команда розробників випустила eyeOS 1.0. Код було повністю реорганізовано, і додані деякі нові технології, такі як eyeSoft — система інталяції, та eyeOS Toolkit — набір бібліотек які дозволяли швидко і просто розробляти нові застосунки.
У версії 1.1 проект змінив ліцензію з GPL 2 на GPL 3. У версії 1.2 з'явилась повна підтримка файлів Microsoft Word.
Версія eyeOS 1.5 Gala була випущена в січні 2008. Ця версія підтримувала формати документів, презентацій та електронних таблиць як Microsoft Office так і OpenOffice.org. Також мала можливість іпортувати та експортувати документи в обох форматах, через скрипти на стороні сервера.

## Структура та API
Для розробників eyeOS надає eyeOS Toolkit — набір бібліотек для розробки застосунків для цієї ОС. Використовуючи інтегроване систему eyeSoft, що базується на Portage, кожен може створити власний репозиторій для eyeOS та поширювати застосунки через нього.
Кожна частина робочогу столу — це окремий застосунок, що активно використовує технологію AJAX для відправки команд користувача в форматі XML на сервер.
На сервері eyeOS теж використовує XML для зберігання інформації. Кожному користувачу на сервері виділяється окремий XML файл.

## Спільнота
Спільнота eyeOS формується навколо форумів eyeOS, на яких восени 2011 зареєстровано більш ніж 37000 користувачів, eyeOS Wiki та eyeOS Application Communities на сайті openDesktop.org та на Softpedia.